# توماس ماركيولا
توماس ماركيولا (بالفنلندية: Tuomas Markkula)‏ هو لاعب كرة قدم فنلندي في مركز الهجوم، ولد في 28 يونيو 1990 في فنلندا. لعب مع نادي توركو ونادي روفانييمن بالوسورا.

## وصلات خارجية
- توماس ماركيولا على موقع قاعدة بيانات كرة القدم.إي يو (الإنجليزية)
- توماس ماركيولا على موقع Soccerway.com (الإنجليزية)